# Pottsit
Pottsit ist ein sehr selten vorkommendes Mineral aus der Mineralklasse der „Phosphate, Arsenate und Vanadate“ mit der chemischen Zusammensetzung PbBiH[VO4]2·2H2O und ist damit ein wasserhaltiges Blei-Bismut-Wasserstoff-Vanadat.
Pottsit kristallisiert im tetragonalen Kristallsystem, entwickelt aber nur kleine, prismatische oder dipyramidale Kristalle bis etwa einem Millimeter Länge mit diamantähnlichem Glanz auf den Oberflächen. Die durchscheinenden Kristalle sind von kräftig gelber Farbe, hinterlassen auf der Strichtafel jedoch nur einen blassgelben Strich. In dünnen Schichten erscheint Pottsit in einem trüben Gelb und kann dann leicht mit Nadorit oder als feinkörniges Aggregat auch mit Cervantit verwechselt werden.

## Etymologie und Geschichte
Erstmals entdeckt wurde Pottsit im Molybdän-, Bismut-, Wolfram- und Vanadium-Tage- und Untertagebau „Linka“ (kurz Linka-Mine) nordwestlich der heutigen Geisterstadt Potts und nahe den Spencer Hot Springs im Lander County des US-Bundesstaates Nevada und beschrieben 1988 durch S. A. Williams, der das Mineral nach dessen Typlokalität benannte.
Das Typmaterial des Minerals wird im Natural History Museum in London (England) aufbewahrt.

## Klassifikation
Bereits in der veralteten, aber teilweise noch gebräuchlichen 8. Auflage der Mineralsystematik nach Strunz gehörte der Pottsit zur Mineralklasse der „Phosphate, Arsenate und Vanadate“ und dort zur Abteilung der „Wasserhaltigen Phosphate ohne fremde Anionen“, wo er als einziges Mitglied die unbenannte Gruppe VII/C.32 bildete.
Die seit 2001 gültige und von der International Mineralogical Association (IMA) verwendete 9. Auflage der Strunz’schen Mineralsystematik ordnet den Pottsit ebenfalls in die Abteilung der „Phosphate usw. ohne zusätzliche Anionen; mit H2O“ ein. Diese ist allerdings weiter unterteilt nach der relativen Größe der beteiligten Kationen und dem Stoffmengenverhältnis vom Phosphat-, Arsenat- bzw. Vanadatkomplex (RO4) zum Kristallwassergehalt, so dass das Mineral entsprechend seiner Zusammensetzung in der Unterabteilung „Mit großen und mittelgroßen Kationen; RO4 : H2O = 1 : 1“ zu finden ist, wo es als einziges Mitglied die unbenannte Gruppe 8.CG.25 bildet.
Auch die vorwiegend im englischen Sprachraum gebräuchliche Systematik der Minerale nach Dana ordnet den Pottsit in die Klasse der „Phosphate, Arsenate und Vanadate“ und dort in die Abteilung der „Wasserhaltigen Phosphate etc.“ ein. Hier ist er als einziges Mitglied in der unbenannten Gruppe 40.01.04 innerhalb der Unterabteilung „Wasserhaltige Phosphate etc., mit A2+B2+(XO4) × x(H2O)“ zu finden.

## Kristallstruktur
Pottsit kristallisiert tetragonal in der Raumgruppe I4122 (Raumgruppen-Nr. 98) mit den Gitterparametern a = 11,08 Å und c = 12,63 Å sowie 10 Formeleinheiten pro Elementarzelle.

## Eigenschaften
In kalter, 16%iger Salzsäure (HCl) wird Pottsit zwar schnell kalkweiß, löst sich jedoch nicht auf. Kaltes, 20%iges Kaliumhydroxid (KOH) beeinflusst das Mineral gar nicht. In kalter, 15%iger Salpetersäure (HNO3) löst es sich dagegen leicht.

## Bildung und Fundorte
Pottsit bildet sich in der Oxidationszone wolframhaltiger Taktite, das heißt in Gesteinszonen mit durch Kontaktmetamorphose entstandenem, komplexem Aufbau. An seiner Typlokalität Linka Mine trat das Mineral in Paragenese mit Bismutit, Klinobisvanit, Scheelit und Vanadinit auf, es kann aber in anderen Fundorten auch mit Cerussit, Duhamelit und Junoit vergesellschaften sein.
Pottsit gehört zu den sehr seltenen Mineralbildungen, von denen nur wenige Proben existieren, die an bisher (Stand 2014) fünf bekannten Fundorten gesammelt wurden. In den USA fand man das Mineral außer in der Linka Mine nur noch in einer namenlosen Prospektion im Chalk Mountain District im Churchill County von Nevada.
In Deutschland kennt man Pottsit aus dem Krennbruch, einem Granit- und Pegmatit-Steinbruch bei Matzersdorf in der Gemeinde Saldenburg (Landkreis Freyung-Grafenau) und aus den Steinbrüchen Ernst & Kubischek bei Grub in der Gemeinde Rinchnach (Landkreis Regen) in Niederbayern.
Der einzige weitere bisher bekannte Fundort ist die Las Tapias Mine am Cerro Achala bei Las Tapias in der argentinischen Provinz Córdoba.